# مجموعه ورزش‌های زمستانی عشق‌آباد
مجموعه ورزش‌های زمستانی عشق‌آباد (ترکمنی: Gyşgy görnüşleri boýunça sport toplumy) یک سالن ورزشی مخصوص هاکی روی یخ در عشق‌آباد، ترکمنستان است.
این ورزشگاه که در سال ۲۰۱۱ ساخته شده دارای ۱۰٬۳۰۰ نفر ظرفیت است و قابلیت برگزاری ورزش‌های دیگر همچون فوتسال را نیز دارد.